# Pirita Velodroom
Pirita Velodroom – otwarty (niezadaszony) tor kolarski w Tallinnie (w dzielnicy Pirita), stolicy Estonii. Został otwarty 21 czerwca 1969 roku, od 2017 roku jest wyłączony z użytku. Trybuny przy torze mogą pomieścić 3000 widzów. Długość toru wynosi 333,333 m.

## Historia
Budowa toru rozpoczęła się w 1955 roku, ale w 1961 roku prace zarzucono. W 1966 roku wznowiono budowę, przy okazji przyjmując ambitniejszy projekt toru z łukami nachylonymi pod kątem 34 stopni, zamiast pierwotnie planowanych 15 stopni. Uroczyste otwarcie obiektu miało miejsce 21 czerwca 1969 roku.
Pod koniec 2016 roku wykonano ekspertyzę, która stwierdziła, że tor nie nadaje się do dalszego użytku ze względu na zły stan nawierzchni. Na początku 2017 roku podjęto decyzję o jego zamknięciu. Był to jedyny tor kolarski w Estonii. Od czasu jego zamknięcia estońscy kolarze torowi muszą trenować poza granicami kraju, najczęściej w Poniewieżu, gdzie znajduje się zadaszony tor, oraz na odkrytym torze w Helsinkach. Istnieją także plany budowy zadaszonego, 250-metrowego toru kolarskiego w Tallinnie, a jedną z branych pod uwagę lokalizacji jest teren obok welodromu Pirita.

## Opis
Wewnątrz toru znajduje się niepełnowymiarowe boisko piłkarskie ze sztuczną murawą. Tor kolarski ma betonową nawierzchnię i długi jest na 333,333 m. Jego maksymalne nachylenie na łukach wynosi 34 stopnie, a na prostych 6 stopni. Na górnej krawędzi toru znajduje się drewniana banda. Do niecki stadionu prowadzi specjalny tunel. Wzdłuż prostych, po obu stronach toru, znajdują się trybuny dla widzów, mogące pomieścić 3000 osób. Dawniej obiekt był również wyposażony w sztuczne oświetlenie.